# Agrilinus ishidai
Agrilinus ishidai är en skalbaggsart som beskrevs av Masumoto och Kiuchi 1987. Agrilinus ishidai ingår i släktet Agrilinus och familjen Aphodiidae. Inga underarter finns listade i Catalogue of Life.